# Sorry Dolores
Sorry Dolores – singiel polskiego rapera ReTo, promujący jego drugi album studyjny pt. BOA. Gościnnie w utworze wystąpił Quebonafide. Wydawnictwo w formie digital download ukazało się 29 czerwca 2018.
Za produkcję odpowiedzialny jest Sergiusz. Kompozycja była promowana teledyskiem, który ukazał się 11 lipca 2018 roku, a za reżyserię odpowiada ekipa Tomasens.
Singiel uzyskał status czterokrotnej platynowej płyty.

## Lista utworów
Opracowano na podstawie materiału źródłowego
1. „Sorry Dolores” (gościnnie Quebonafide) – 3:18

## Notowania

### Listy airplay
| Autor                           | Notowanie         | Najwyższa pozycja |
| ------------------------------- | ----------------- | ----------------- |
| Związek Producentów Audio-Video | AirPlay – Top     | 45                |
| Związek Producentów Audio-Video | AirPlay – Nowości | 4                 |

### Listy przebojów
| Autor      | Notowanie     | Najwyższa pozycja |
| ---------- | ------------- | ----------------- |
| Radio Eska | Gorąca 20     | 15                |
| RMF Maxxx  | Lista Hop Bęc | 14                |